# Tomate ancienne
 (signalé en août 2025).
Si vous disposez d'ouvrages ou d'articles de référence ou si vous connaissez des sites web de qualité traitant du thème abordé ici, merci de compléter l'article en donnant les références utiles à sa vérifiabilité et en les liant à la section « Notes et références ».
- Archive Wikiwix
- Bing
- Cairn
- DuckDuckGo
- E. Universalis
- Gallica
- Google
- G. Books
- G. News
- G. Scholar
- Persée
- Qwant
- (zh) Baidu
- (ru) Yandex
- (wd) trouver des œuvres sur Wikidata

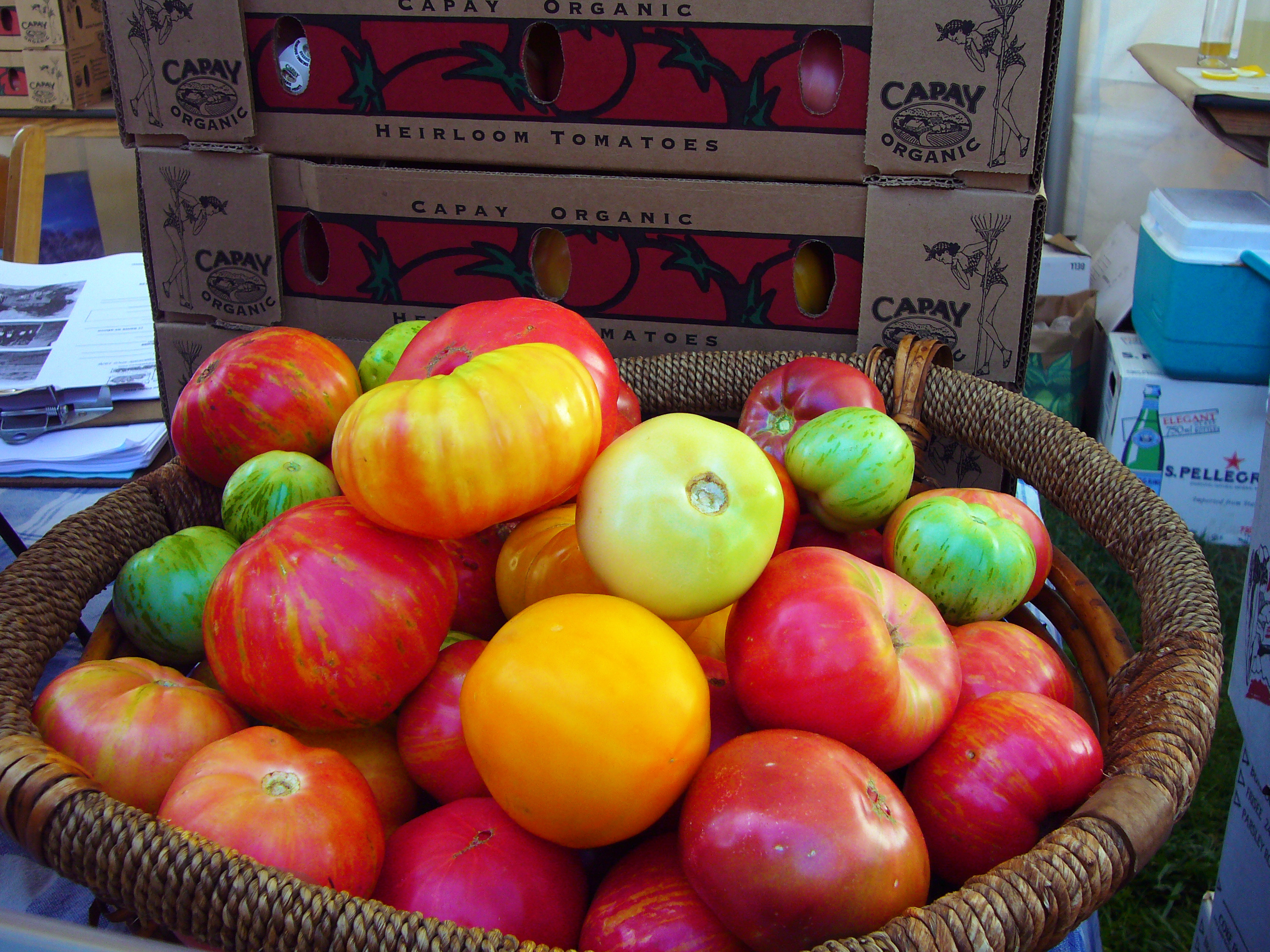
Variétés anciennes biologiques à Slow Food Nation (San Francisco).

Les tomates anciennes sont des variétés fixées de tomates cultivées par des jardiniers amateurs. Ce sont le plus souvent des variétés oubliées qui ont été remises à l'honneur par des passionnés depuis la fin du XXe siècle. Contrairement aux variétés modernes cultivées par les professionnels, qui sont des hybrides F1 dont la reproduction n'est pas à la portée des particuliers, les variétés anciennes sont des variétés fixées, qui peuvent se reproduire à l'identique, moyennant un minimum de précautions, grâce au caractère autogame de la tomate. Ces variétés présentent une très grande diversité de tailles, formes, couleurs et goûts, mais sont le plus souvent sensibles aux maladies et aux ravageurs.